# Taxils bedrägeri

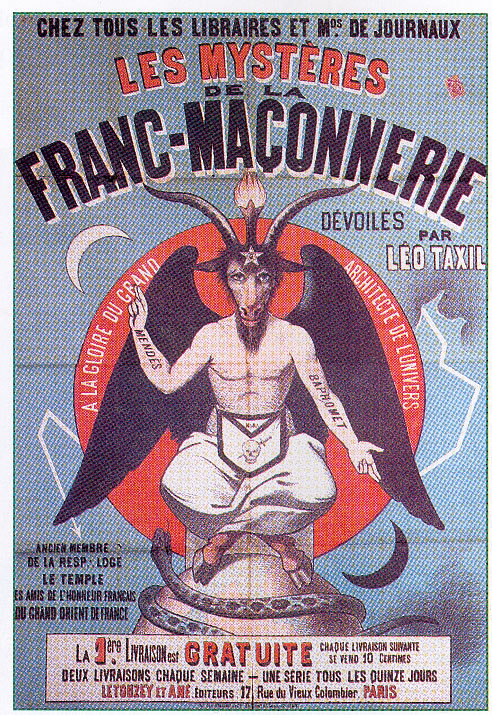
En reklamaffisch för Taxils verk.

Taxils bedrägeri var ett bedrägeri under 1890-talet som iscensattes av Léo Taxil i syfte att driva med frimureriet och med katolska kyrkans motstånd mot detsamma.

## Taxil och frimureriet
Léo Taxil var en pseudonym för Marie Joseph Gabriel Antoine Jogand-Pagès, som hade blivit anklagad för ärekränkning i en bok han skrivit med titeln Påve Pius IX hemliga kärleksliv. 20 april 1884 publicerade Leo XIII en encyklika, Humanum Genus, som hävdade att människan var:

"...skapad i två olika och motsatta delar, där den ena ståndaktigt står för sanning och dygd, den andra av dygdens och sanningens motsats. Den ena är Guds rike på jorden, nämligen Heliga Jesu Kristi Kyrka... den andra är Satans rike..."
Det sistnämnda riket sades vara "lett eller assisterat av" frimureriet.
Efter denna encyklika iscensatte Taxil en publik men falsk konvertering till katolicismen och meddelade sin avsikt att reparera den skada han åstadkommit på den sanna tron.
Det första verket Taxil gav ut efter sin konvertering var frimureriets historia i fyra volymer, vilka innehöll fiktiva ögonvittnesskildringar av deras eget deltagande i sataniska ritualer. Tillsammans med en medarbetare, som gick under namnet "Dr. Karl Hacks," skrev Taxil en bok med titeln Devil in the Nineteenth Century (Djävulen under det nittonde århundradet), vari han introducerade en ny figur, Diana Vaughan, en påstådd släkting till den rosencreuzianske alkemisten och filosofen Thomas Vaughan. Boken innehöll många otroliga historier om hennes påstådda möten med inkarnerade demoner, av vilka en med sin svans skulle ha skrivit profetior på hennes rygg och en annan som spelade piano i en krokodils skepnad.
Diana Vaughan påstods ha varit inblandad i sataniskt frimureri, men frälstes en dag då hon uttalade sin beundran för Jeanne d'Arc, varvid demonerna flydde då de hörde hennes namn. Under namnet Diana Vaughan publicerade Taxil en bok med titeln Eucharistic Novena, en samling böner som prisades av påven.
19 april 1897 kallade Taxil till en presskonferens vid vilken han skulle presentera Diana Vaughan för pressen. Så blev inte fallet, utan istället meddelade Taxil att många av hans avslöjanden om frimureriet var rena påhitt. Han tackade också prästerskapet för deras hjälp med att skapa publicitet till hans vilda påståenden.
Det osanna materialet används emellertid fortfarande. Förlaget Chick Publications publicerar ett verk med titeln The Curse of Baphomet (Baphomets förbannelse) och Randy Noblitts bok om satanic ritual abuse, Cult and Ritual Abuse, citerar också Taxils verk.

## Lucifers citat
Det citat som oftast associeras till Taxils bedrägeri lyder:
| ” | Det vi måste säga till världen är att vi dyrkar en gud, men att det är en gud man tillber utan vidskeplighet. Till er, Suveräna Generalstorinspektorer, säger vi detta så att ni kan upprepa det för bröderna av 32:a, 31:sta och 30:e graden: den frimureriska Religionen skall, av alla vi som innehar de högre graderna, upprätthållas i Lucifers doktrins Renhet. Om Lucier inte var Gud, skulle då Adonaj och hans präster smäda honom? Ja, Lucifer är Gud och olyckligtvis är Adonaj också gud. För enligt evig lag är det inget ljus utan mörker, ingen skönhet utan fulhet, inget vitt utan svart, för det absoluta kan endast finnas som två gudar; mörkret är nödvändigt för ljuset att tjäna som dess florett, på samma sätt som sockeln är nödvändig för statyn och bromsen för lokomotivet... Sålunda är satanismens doktrin kätteri och den sanna och rena filosofiska religionen är tron på Lucifer, Adonajs jämlike; men Lucifer, Ljuset och Godhetens Gud, kämpar för mänskligheten mot Adonaj, Mörkrets och Ondskans Gud. | „ |

Även om detta citat publicerades av Abel Clarin de la Rive i dennes Woman and Child in Universal Freemasonry och inte förekommer i Taxils egna verk, källbeläggs den genom en fotnot hos Diana Vaughan, Taxils skapelse, och är därför bevisligen Taxils verk.

### Översättning
Den här artikeln är helt eller delvis baserad på material från engelskspråkiga Wikipedia.